# Kazimierz Strzemię-Marszyński
Kazimierz Karol Strzemię-Marszyński, ps. „gen. Strzelecki” (ur. 3 października 1887 w majątku Werbka na Podolu, zm. 5 sierpnia 1980 w Warszawie) – generał brygady ludowego Wojska Polskiego, rotmistrz rosyjskiej kawalerii, oficer II Rzeczypospolitej.

## Życiorys
Syn Stanisława i Marii z Brzezickich. 1895-1905 uczeń gimnazjum klasycznego w Kijowie. Ukończył w Moskwie studia prawnicze i kilka semestrów na wydziale matematyczno fizycznym w Charkowie. 1909–1911 ukończył Oficerską Szkołę Kawalerii w Twerze, później kurs w Akademii Sztabu Generalnego w Petersburgu. Służył jako oficer zawodowy w rosyjskiej kawalerii. 1912-1914 studiował na Wydziale Matematyczno-Fizycznym Uniwersytetu w Kijowie. Walczył na frontach I wojny światowej, początkowo w stopniu korneta (podporucznika), w 1914 ranny w szyję pod Załoszczem i w nogę nad rzeką Lipą, w 1915 ciężko ranny w głowę nad Dniestrem, w 1916 w austriackiej niewoli. Awansowany na dowódcę szwadronu i stopień rotmistrza. Jesienią 1917 wystąpił z rosyjskiej armii i wstąpił do dywizjonu ułanów polskich przy tzw. Naczpolu w Piotrogrodzie. W 1918 krótko dowodził baterią kubańskiego pułku piechoty w Dobromilu, później pułkiem pospolitego ruszenia w Przemyślu.
W listopadzie 1918 w stopniu rotmistrza przeszedł do służby w Wojsku Polskim. Skierowany do 9 pułku ułanów, walczył w powstaniach śląskich, dwukrotnie zaraził się tyfusem plamistym, leczył się w Szpitalu Ujazdowskim w Warszawie. W składzie 14 pułku ułanów walczył w wojnie polsko-sowieckiej. 1923-1924 na kursie oficerów pionierów (saperów) w Warszawie, później na kursie prawa międzynarodowego i społeczno-ekonomicznego w Ministerstwie Spraw Zagranicznych. 21 grudnia 1925 został przemianowany z dniem 1 listopada 1925 na oficera zawodowego w stopniu rotmistrza, w korpusie oficerów kawalerii ze starszeństwem z 1 lipca 1919 i 15. lokatą. Z dniem 1 grudnia 1926 został przeniesiony z 1 Pułku Strzelców Konnych w Garwolinie do 14 Pułku Ułanów Jazłowieckich we Lwowie. Z dniem 2 listopada 1927 został przydzielony na 7½ miesięczny kurs doskonalący młodszych oficerów w Obozie Szkolnym Kawalerii w Grudziądzu. W marcu 1929 został zwolniony z zajmowanego stanowiska w 14 puł, przeniesiony do kadry oficerów kawalerii i oddany do dyspozycji dowódcy Okręgu Korpusu Nr VI. Z dniem 30 września 1929 został przeniesiony w stan spoczynku. W cywilu był prezesem Związku Inwalidów Wojennych.
W marcu 1939 powołany do służby, pozostawał bez przydziału. We wrześniu 1939 dowódca pułku piechoty "Legion Wołyński", uczestnik walk odwrotowych na trasie Lublin, Kowel, Łuck, ranny pod Warążem. Pod okupacją sowiecką pracował jako nauczyciel i działał w organizacji "Zbrojne Podziemie". Wszedł z nim do Korpusu Bezpieczeństwa jako komendant Obszaru Lwów. Brał udział w wypadach dywersyjnych, wysadzaniu pociągów i transportów wojskowych koło Brześcia, później w akcjach sabotażowych, uszkodzeniach kolejowych urządzeń i elektrowni we Lwowie, Kowlu i Łucku. W 1943 ranny pod Klewaniem w głowę, ucho i szyję, później pod Hutą Stepańską ranny w rękę. We wrześniu 1944 w stopniu majora szef IV Oddziału Sztabu NiE we Lwowie. Udał się do Polskiego Komitetu Wyzwolenia Narodowego w Lublinie i w październiku 1944 został wyznaczony na stanowisko inspektora armii – zastępcy dowódcy 1 Armii Wojska Polskiego ds. liniowych z jednoczesnym mianowaniem na stopień generała brygady. Stanowisko zastępcy dowódcy 1 Armii zajmował przez 21 dni.
Aresztowany w marcu 1945 przez Informację Wojskową przeszedł ciężkie śledztwo. Zwolniony z więzienia w marcu 1947.
We wrześniu 1948 odzyskał stopień generalski i został skierowany do kwatermistrzostwa. Był m.in. komendantem Domu Wypoczynkowego w Szklarskiej Porębie. W grudniu 1948 przeniesiony w stan spoczynku. Osiadł w Warszawie, gdzie zmarł. Pochowany na Cmentarzu Wojskowym na Powązkach w Warszawie (kwatera B28-1-20).

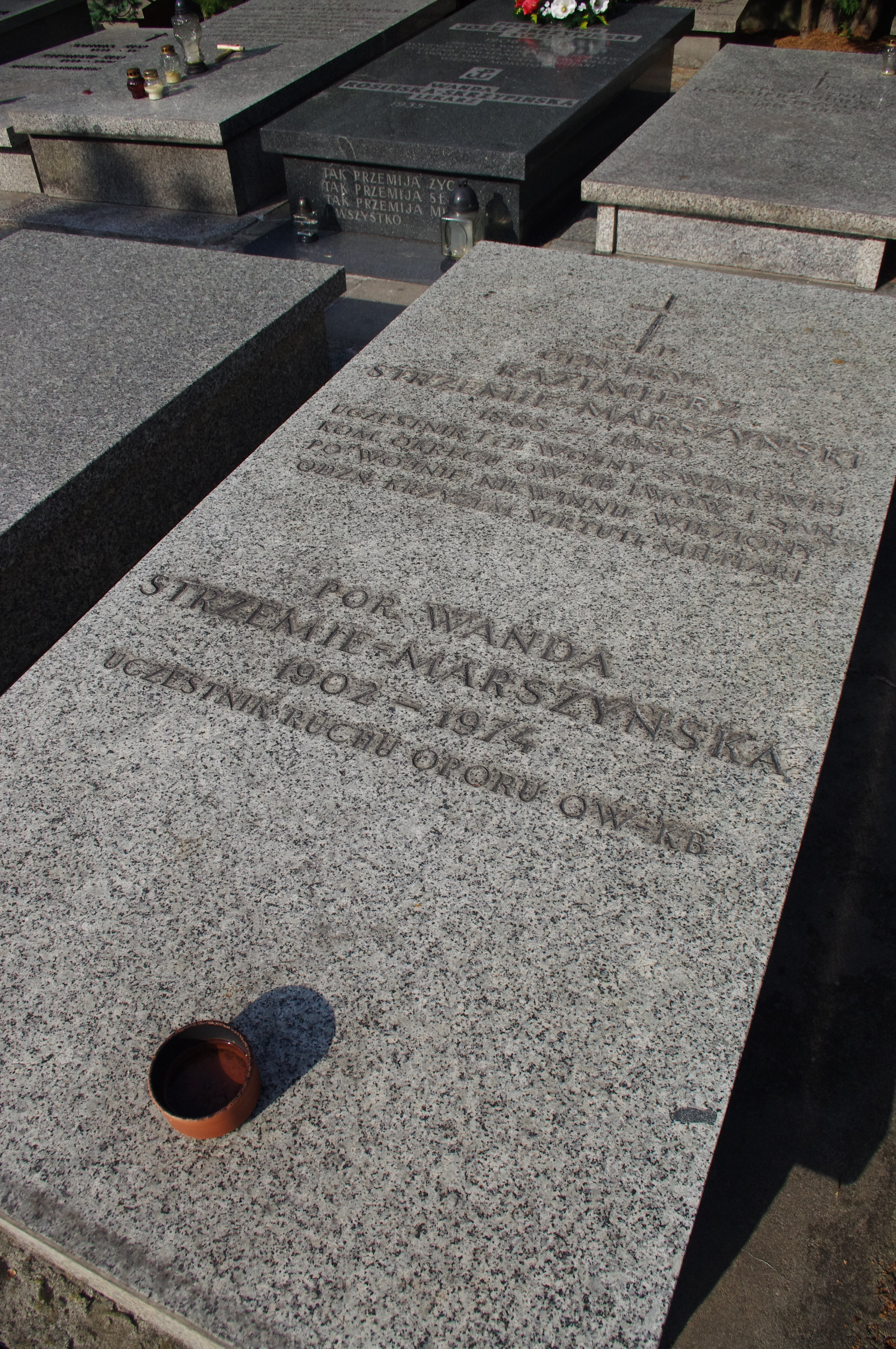
Grób gen. Kazimierza Strzemię-Marszyńskiego oraz jego żony Wandy Strzemię-Marszyńskiej na Cmentarzu Wojskowym na Powązkach

Działał w Stronnictwie Demokratycznym.

## Życie prywatne
Mieszkał w Warszawie. Był żonaty z Wandą z domu Kołaczkowską (1902-1974). Małżeństwo miało syna Mirosława Marięlekarza internistę (1931-1994) oraz wnuczki Marię Kazimierę Strzemię-Marszyńską (obecnie Maślińską) lekarza internistę i reumatologa i Agnieszkę Strzemię-Marszyńską absolwentkę Wyższej Szkoły Zarządzania w Warszawie.

## Ordery i odznaczenia
- Order Virtuti Militari V klasy[8]
- Krzyż Niepodległości
- Krzyż Walecznych
- Złoty Krzyż Wyzwolenia
- Złoty Krzyż Zasługi
- Srebrny Krzyż Zasługi
- Medal Pamiątkowy za Wojnę 1918–1921
- Medal Dziesięciolecia Odzyskanej Niepodległości
- Order Męstwa "Za Bojowe Zasługi"
- Złoty Oręż (Rosja)
- Order Świętego Włodzimierza IV klasy z mieczami (Rosja)
- Order Świętej Anny II klasy (Rosja)
- Order Świętej Anny III klasy (Rosja)
- Order Świętej Anny IV klasy z mieczami (Rosja)
- Order Świętego Stanisława II klasy (Rosja)
- Order Świętego Stanisława III klasy z mieczami (Rosja)